# Рига (футбольный клуб, 1999)
Футбо́льный клуб «Ри́га» — латвийский футбольный клуб из одноимённого города, существовавший в 1999—2008 годах. Все годы своего существования играл в Высшей лиге чемпионата Латвии.

## Результаты выступлений
| В чемпионатах и Кубке Латвии | В чемпионатах и Кубке Латвии | В чемпионатах и Кубке Латвии | В чемпионатах и Кубке Латвии | В чемпионатах и Кубке Латвии | В чемпионатах и Кубке Латвии | В чемпионатах и Кубке Латвии | В чемпионатах и Кубке Латвии | В чемпионатах и Кубке Латвии | В чемпионатах и Кубке Латвии | В чемпионатах и Кубке Латвии |
| Сезон                        | Лига                         | Место                        | И                            | В                            | Н                            | П                            | Голы                         | О                            |                              | Кубок                        |
| ---------------------------- | ---------------------------- | ---------------------------- | ---------------------------- | ---------------------------- | ---------------------------- | ---------------------------- | ---------------------------- | ---------------------------- | ---------------------------- | ---------------------------- |
| 1999                         | Высшая лига                  | 6                            | 28                           | 10                           | 4                            | 14                           | 35‒42                        | 34                           |                              | Победитель                   |
| 2000                         | Высшая лига                  | 5                            | 28                           | 9                            | 4                            | 15                           | 35‒47                        | 31                           |                              | 1/4 финала                   |
| 2001                         | Высшая лига                  | 7                            | 28                           | 3                            | 5                            | 20                           | 25‒72                        | 14                           |                              | 1/4 финала                   |
| 2002                         | Высшая лига                  | 7                            | 28                           | 6                            | 2                            | 20                           | 24‒75                        | 20                           |                              | 1/4 финала                   |
| 2003                         | Высшая лига                  | 5                            | 28                           | 8                            | 5                            | 15                           | 34‒63                        | 29                           |                              | 1/2 финала                   |
| 2004                         | Высшая лига                  | 6                            | 28                           | 6                            | 9                            | 13                           | 32‒43                        | 27                           |                              | 1/4 финала                   |
| 2005                         | Высшая лига                  | 5                            | 28                           | 9                            | 7                            | 12                           | 32‒46                        | 34                           |                              | 1/4 финала                   |
| 2006                         | Высшая лига                  | 7                            | 28                           | 6                            | 4                            | 18                           | 21‒57                        | 22                           |                              | 1/4 финала                   |
| 2007                         | Высшая лига                  | 3                            | 28                           | 17                           | 6                            | 5                            | 48‒28                        | 57                           |                              | 1/4 финала                   |
| 2008                         | Высшая лига                  | 6                            | 28                           | 10                           | 3                            | 15                           | 36‒55                        | 33                           |                              | 1/4 финала                   |
| Всего                        | Всего                        | Всего                        | 280                          | 84                           | 49                           | 147                          | 322‒528                      | 301                          |                              |                              |

В 2004—2006 годах в Первой лиге играла команда «Рига-2».

## Достижения
- 3-е место в чемпионате Латвии: 2007
- Обладатель Кубка Латвии: 1999
- Финал Кубка Интертото: 2008

## Тренеры
- Янис Гилис (1999)
- Георгий Гусаренко (2000)
- Виктор Нестеренко (2001)
- Александр Дорофеев (2001) — и. о.
- Георгий Гусаренко (2001)
- Виктор Нестеренко (2002—2003)
- Пол Эшуорт (2004)
- Эрик Григьян (2005—2006)
- Сергей Семёнов (2006—2007)
- Геннадий Морозов (2008)
- Андрей Мананников (2008) — и. о.
- Анатолий Шелест (2008)

## Рекорды клуба
- Самая крупная победа: 5:0 («Резекне», 1999), 5:0 (ФК полиции, 1999).
- Наиболее крупное поражение: 1:9 («Сконто», 2001).